# ギルピン郡 (コロラド州)

コロラド州内の位置

ギルピン郡（Gilpin County）は、アメリカ合衆国コロラド州に位置する郡である。人口は5,808人（2020年）。郡庁所在地はセントラルシティである。

## 地理
アメリカ合衆国統計局によると、この郡は総面積389 km2 (150 mi2) である。このうち388 km2 (150 mi2) が陸地で1 km2 (0 mi2) が水地域である。総面積の0.26%が水地域となっている。

## 人口動勢
2000年国勢調査で、この郡は人口4,757人、2,043世帯、及び1,264家族が暮らしている。人口密度は12/km2 (32/mi2) である。8/km2 (20/mi2) の平均的な密度に2,929軒の住宅が建っている。この郡の人種的な構成は白人94.37%、アフリカン・アメリカン0.53%、先住民0.82%、アジア0.69%、太平洋諸島系0.19%、その他の人種1.53%、及び混血1.87%である。この人口の4.25%はヒスパニックまたはラテン系である。
この郡内の住民は21.10%が18歳未満の未成年、18歳以上24歳以下が5.80%、25歳以上44歳以下が37.40%、45歳以上64歳以下が30.00%、及び65歳以上が5.70%にわたっている。中央値年齢は38歳である。女性100人ごとに対して男性は112.70人である。18歳以上の女性100人ごとに対して男性は116.10人である。
この郡の世帯ごとの平均的な収入は51,942米ドルであり、家族ごとの平均的な収入は61,859米ドルである。男性は38,560米ドルに対して女性は30,820米ドルの平均的な収入がある。この郡の一人当たりの収入 (per capita income) は26,148米ドルである。人口の4.00%及び家族の1.00%は貧困線以下である。全人口のうち18歳未満の1.40%及び65歳以上の6.10%は貧困線以下の生活を送っている。

## 都市及び町
- セントラルシティ (Central City)
- ブラックホーク (Black Hawk)